# Serge Korber
Serge Korber (Paris, 1 de febrero de 1936 - Brens, 23 de enero de 2022) fue un director de cine y guionista francés. 

## Carrera artística
Dirigió 45 películas entre 1962 y 2007. Comenzó como director de comedias de Louis de Funès en L'homme orchestre y Perched on a Tree (coprotagonizado por Geraldine Chaplin), se ganó el reconocimiento con el drama Les Feux de la Chandeleur (Amor en rebeldía) protagonizado por Annie Girardot y Claude Jade como madre e hija. Esta película entró en la sección oficial del Festival Internacional de Cine de Cannes de 1972.

## Filmografía
- L'homme orchestre (1970)
- Sur un arbre perché (1971)
- Les Feux de la Chandeleur (Amor en rebeldía)(1972)